# تأثير دمبر
في الفيزياء، يحدث تأثير دبمر عندما يتعرض تيار الإلكترون القادم من الكاثود {\displaystyle (I_{3})} إلى كل من الإضاءة والقصف في نفس الوقت. وتكون قيمة القصف الإلكتروني أكبر من مجموع التيارات الناتجة من الظاهرة الكهروضوئية {\displaystyle (I_{1})} وتيار الانبعاث الثانوي {\displaystyle (I_{2})}.

## الاكتشاف
تم اكتشاف تأثير دمبر في عام 1925 بواسطة العالم هاري دبمر (Harry L. Dember) الذي ولد عام 1882 وتوفي عام 1943. وهذا التأثير هو مجموع الإثارات التي تحدث للإلكترون وهي:
- تأثير الإضاءة
- قصف الألكترون

وقد أشار هاري دمبر في دراسته الأولى إلى المعادن فقط.

## التأثير الكهروضوئي
هي انبعاث الإلكترونات من الأجسام الصلبة والسائلة والغازية عند امتصاص الطاقة من الضوء، حيث تسمى الإلكترونات المنبعثة من هذه الظاهرة بالإلكترونات الضوئية (Photoelectrons).
ويحدث هذا إذا كانت طاقة الفوتون أكبر من اقتران الشغل (طاقة ربط الإلكترون) للمادة. أما إذا كانت طاقة الفوتون قليلة جداً، لن يصبح الإلكترون قادراً على التحرر من المادة. وعند زيادة شدة الضوء فإن عدد الفوتونات المنبعثة تزداد، ويؤدي هذا إلى زيادة عدد الإلكترونات المنبعثة، ولكنه لا يؤدي إلى زيادة الطاقة الممتصة للإلكترون الواحد.
ومن هذا نستنتج أن طاقة الإلكترون المنبعث لا تعتمد على شدة الضوء الساقط عليه، بل تعتمد فقط على تردد (طاقة) هذا الضوء. وهذا يربط طاقة الفوتون الساقط وطاقة الإلكترون المنبعث.

## مثال
عند قصف إلكترون 

{\displaystyle I_{3}-I_{2}-I_{1}=I_{4}\,}
إذا تم اعتبار {\displaystyle I_{1}} ثابت، وتمت زيادة {\displaystyle I_{2}}، يمكن ملاحظة أن قيمة {\displaystyle I_{4}} لها قيمة عظمي تساوي 150 مرة من قيمة {\displaystyle I_{1}}.

## ملاحظة
تأثير دبمر لا علاقة له بالأسواق المالية تأثير ديسمبر (December effect)

## وصلات خارجية
- هاري ديمبر [الألمانية].